# Бредбъри Лендинг
Бредбъри Лендинг е местност на планетата Марс в района на кратера Гейл. В тази местност на 6 август 2012 г. се примарсява марсохода Кюриосити, изпратен на Марс с мисията Марс Сайънс Лаборътори (МСЛ) на НАСА. Местността е наречена на Рей Бредбъри, по повод 92-рата му годишнина, и няколко месеца след смъртта на писателя. Координатите на местността са: 4° ю. ш. 137° и. д. / 4.5895° ю. ш. 137.4417° и. д.

## Описание
Кратерът Гейл е определен за място на примарсяване на МСЛ. В кратера Гейл се намира планина, наречена Aeolis Mons („Острата планина“), която представлява слоеста седиментна скала с височина от 5.5 km над дъното на кратера, и която е цел на марсоложките проучвания на Кюриосити.
Местността на примарсяване е равен регион в Йелоунайф (Quad 51) в Aeolis Palus, във вътрешността на кратера и в подножието на планината. Целевата местност на примарсяване е елиптична област с размери 20 на 7 km. Диаметърът на кратера Гейл е 154 km. В крайна сметка, Кюриосити се примарсява на по-малко от 2,4km от центъра на елипсата, след като изминава 563 000 000 km. 
В местността на примарсяване се струпани материали, които са се свличали от стените на кратера, което отваря възможността да бъдат изследвани скали от цялата област. В местността също така се намират и скали, които се характеризират с висока плътност, с висока яркост, и не са от типичните изследвани марсиански скали.
По близката до Бредбъри Лендинг скала Гулбърт се наблюдават следи от денудация. По тази скала, както и по близките Линк и Хота, се наблюдават образувания, които напомнят за корита на древни пълноводни реки. 
Към границата на елипсовидната област, в която се е приземил Кюриосити, се намира местност от особен научен интерес за мисията, до която марсоходът може да стигне, след като премине област с множество тъмни дюни. Апарати в орбита около Марс са открили глинести минерали и сулфатни соли.  Съществуват няколко хипотези за това как тези минерали са свидетелство за промени в марсианската среда, в частност промени в количеството вода на повърхността на Марс.

## Рей Бредбъри
По отношение на избирането на име за местността на примарсяване, Майкъл Мейер от НАСА заявява: „За научния екип, изборът не беше труден. Много от нас и милиони други читатели сме били вдъхновявани в живота си от историите, в които Рей Бредбъри описа мечтите си за възможен живот на Марс“. През 1940-те, Бредбъри пише колекция от истории, наречени Марсиански хроники. Екипът на Кюриосити туитва „В знак на признание, посвещавам местността, на която кацнах на вас, Рей Бредбъри. Поздрави от Бредбъри Лендинг!“
По случая, НАСА публикува видео от 1971 г., в което Бредбъри чете стихотворението си „Ако бяхме по-високи“, тема на което е човешкият стремеж да изследва космоса.